# Trường Trung học phổ thông chuyên Nguyễn Thị Minh Khai
Trường Trung học phổ thông chuyên Nguyễn Thị Minh Khai tỉnh Sóc Trăng, ban đầu có tên là trường Phổ thông trung học cấp II-III chuyên Sóc Trăng, được thành lập theo quyết định số 300/QĐ.TCCB.96 ngày 15 tháng 5 năm 1996 của UBND tỉnh Sóc Trăng và chính thức hoạt động vào tháng 9 năm 1996. Năm 1998, trường được đổi tên thành THPT chuyên Nguyễn Thị Minh Khai để phù hợp với tinh thần của Luật Giáo dục. 

## Lịch sử hình thành
- Ngày 15 tháng 5 năm 1996, Ủy ban nhân dân tỉnh Sóc Trăng ra Quyết định số 300/QĐ.TCCB.96 về việc thành lập trường Phổ thông trung học cấp II-III chuyên tỉnh Sóc Trăng.
- Đến ngày 28 tháng 4 năm 1998, Ủy ban nhân dân tỉnh Sóc Trăng ra Quyết định số 314/QĐ.HC.98 về việc đổi tên trường thành trường Phổ thông trung học chuyên Nguyễn Thị Minh Khai. Căn cứ trên tinh thần Luật Giáo dục trường được mang tên trường THPT chuyên Nguyễn Thị Minh Khai đến nay, toạ lạc tại số 66B đường Nguyễn Thị Minh Khai, phường 3, TP Sóc Trăng, tỉnh Sóc Trăng.
- Từ năm học 1996-1997 trường đã từng bước phát triển để ngày càng đáp ứng nhu cầu nhiệm vụ của trường. Hàng năm trường đều được nhận giấy khen, bằng khen của Sở Giáo dục - Đào tạo và Ủy ban Nhân dân tỉnh Sóc Trăng. Nhiều học sinh đạt giải học sinh giỏi tỉnh, giỏi quốc gia và khu vực Đồng bằng sông Cửu Long.

## Cơ sở vật chất
Hiện trường đang tọa lạc trên khuôn viên với diện tích 16.000 m² tại phường 6, thành phố Sóc Trăng với hệ thống phòng học, phòng thiết bị, thí nghiệm thực hành, thư viện, hội trường, nhà thi đấu, kí túc xá, sân tập thể dục...

## Thành tích
Vào những ngày đầu mới thành lập, dù cơ sở vật chất còn thiếu thốn (chỉ có 06 phòng cấp 4, trong đó có 04 phòng học và 02 phòng để trang bị máy tính và làm việc, cùng với trang thiết bị chỉ cơ bản cho việc dạy và học) nhưng trường đã bắt đầu có 02 học sinh giỏi quốc gia vào năm học 1997-1998.
Từ đó đến nay, đã có hơn 9.000 học sinh tốt nghiệp, nhiều học sinh đã đạt danh hiệu học sinh giỏi cấp tỉnh, danh hiệu/ huy chương các kì thi khu vực, và giỏi quốc gia. Những năm gần đây, tỉ lệ đỗ đại học của trường luôn đứng thứ hạng cao trong tỉnh và khu vực.

## Đội ngũ giảng dạy
Năm 1996, trường chỉ có 08 cán bộ, giáo viên và nhân viên cơ hữu, đa phần phải thỉnh giảng từ một số trường trong khu vực. Đến nay, toàn trường có 110 cán bộ, giáo viên nhân viên. Trong đó có 01 tiến sĩ, 36 thạc sĩ, 10 cán bộ, giáo viên đang học sau đại học (07 thạc sĩ, 03 nghiên cứu sinh), đảm bảo giảng dạy tất cả các môn.